# Andrzej Nowicki (filozof)
Andrzej Rusław Fryderyk Nowicki (ur. 27 maja 1919 w Warszawie, zm. 1 grudnia 2011 tamże) – polski filozof kultury, historyk filozofii i ateizmu, religioznawca, wykładowca akademicki (UW, UWr i UMCS), specjalista z zakresu filozofii włoskiego Oświecenia, koneser sztuki, dyplomata. Twórca systemu filozoficznego, który nazwał „ergantropijno-inkontrologicznym systemem filozofii spotkań w rzeczach”. Działacz ateistyczny, założyciel i prezes wielu organizacji laickich, wolnomyślicielskich i religioznawczych. Wolnomularz, w latach 1997–2001 wielki mistrz Wielkiego Wschodu Polski.

## Życiorys

Dwaj filozofowie, prof. Andrzej Nowicki w szatach wielkiego mistrza Wielkiego Wschodu Polski wraz z synem Światosławem; w tle chiński znak ’tygrys’, 1998 - fot. Ivonna Nowicka.

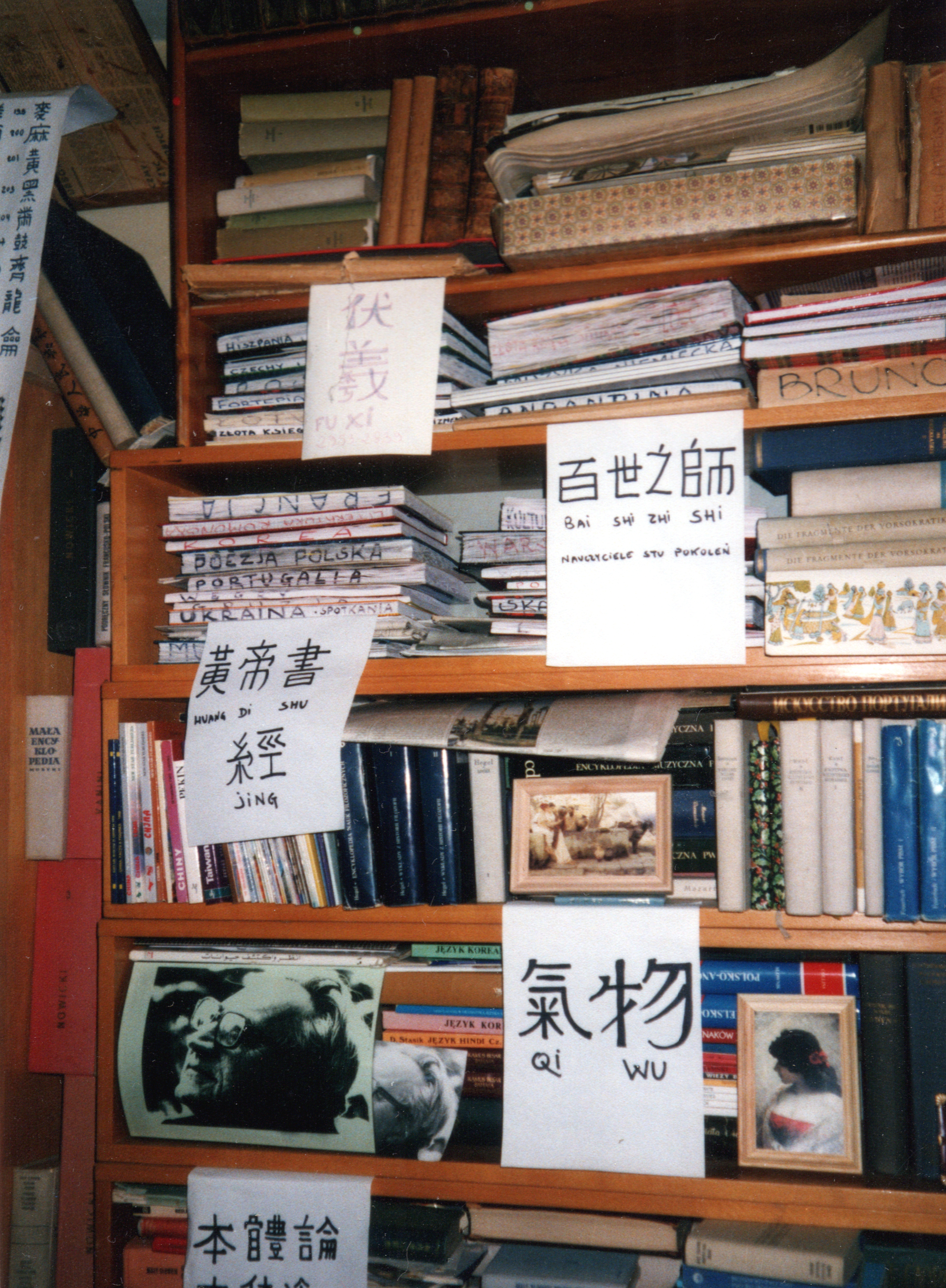
Część biblioteki Nowickiego z oznaczeniem i zdaniami, które sam napisał po chińsku i z jego zdjęciem - fot. Ivonna Nowicka, 2002.

Praprapraprawnuk Józefa Radzimińskiego h. Lubicz (zm. 1820), posła na Sejm Czteroletni. Urodził się 27 maja 1919 w Warszawie, w rodzinie Zbigniewa Ludwika Nowickiego h. Rogala (1892–1942) i Zofii Walerii ze Słubickich h. Prus I (1896–1977). W latach 1930–1937 uczył się w Gimnazjum im. Stanisława Staszica w Warszawie. W latach 1934–1937 należał do socjalistycznej organizacji młodzieży szkół średnich „Spartakus”, działającej pod patronatem PPS, następnie w latach 1937–1939 do Związku Niezależnej Młodzieży Socjalistycznej. Jeszcze przed studiami (w latach 1935–39) zaczął brać udział w wykładach i seminariach Kazimierza Czapińskiego z historii filozofii, teorii marksizmu i historii doktryn politycznych.
W latach 1937–39 studiował filozofię, psychologię i italianistykę na Uniwersytecie Warszawskim. Od 1938 był członkiem Polskiego Towarzystwa Filozoficznego. Po wybuchu II wojny światowej kontynuował studia na uniwersytecie podziemnym. Do jego nauczycieli należeli Władysław Witwicki, Władysław Tatarkiewicz, Tadeusz Kotarbiński czy Antoni Bolesław Dobrowolski. Promotorem jego pracy magisterskiej dotyczącej filozofii Heraklita (złożonej w 1943) i doktorskiej pt. O czynie bohaterskim (złożonej w 1947) był Tatarkiewicz.
W czasie II wojny światowej wojny był członkiem socjalistycznej grupy „Płomienie”. Od 1942 roku w Związku Walki Zbrojnej. Od 1942 należał do PPS. W latach 1942–1944 był członkiem władz Wydziału Młodzieży PPS i oficerem politycznym III kompanii im. Komuny Paryskiej w batalionie OW PPS im. Jarosława Dąbrowskiego, redaktorem naczelnym miesięcznika „Światło” i członkiem komitetu redakcyjnego miesięcznika „Młodzież Socjalistyczna”. Brał czynny udział w powstaniu warszawskim, zarządzając pracą kulturalno-oświatową Ekspozytury Starostwa Powstańczego Warszawa Północ.
W pierwszych latach po wojnie, jeszcze za czasów swojego członkostwa w PPS-ie, był osobistym sekretarzem premiera Edwarda Osóbki-Morawskiego. Uczestniczył w delegacji polskiej na konferencji w Poczdamie, w latach 1945–47 pełnił funkcję attaché kulturalnego przy polskiej placówce dyplomatycznej w Rzymie. W latach 1947–48 pracował w Wydziale Zagranicznym Centralnego Komitetu Wykonawczego PPS. W latach 1947–50 należał do redakcji tygodnika „Świat i Polska“.
W latach 1948–1981 był członkiem PZPR. Przez wiele środowisk był krytykowany za udział w propagandzie antyreligijnej lat 40. i 50. (por. wydaną wówczas książkę Papieże przeciwko Polsce,  Książka i Wiedza, 1949). Od 1950 był Agentem Informatorem Urzędu Bezpieczeństwa Publicznego o ps. „Olimpia” i formalnie dopiero 24 maja 1955, w związku z wyeliminowaniem z sieci agencyjnej, decyzją Naczelnika Wydziału I Departamentu III KdsBP jego teczka personalna trafiła do archiwum Komitetu ds. Bezpieczeństwa Publicznego. Był członkiem Ogólnopolskiego Komitetu Frontu Jedności Narodu (1957–62), prezydium Zarządu Głównego Towarzystwa Szkoły Świeckiej (1957–69), Zarządu Głównego Towarzystwa Krzewienia Kultury Świeckiej (od 1969), którego został członkiem honorowym w 1977.
Był jednym z założycieli Stowarzyszenia Ateistów i Wolnomyślicieli (w 1957), w którym był przewodniczącym Zarządu Głównego w pierwszych latach działalności (1957–62). Był współzałożycielem Polskiego Towarzystwa Religioznawczego (w 1956; od 1958 członek zarządu), w którym pełnił w latach 1973–88 funkcję prezesa (od 1988 prezes honorowy). Założył również pismo religioznawcze „Euhemer” (1957), którego był w latach 1957–81 redaktorem naczelnym.
W 1962 uzyskał tytuł docenta (obecnie doktorat) na podstawie obrony pracy Centralne kategorie filozofii Giordana Bruna na Wydziale Filozoficznym Uniwersytetu Warszawskiego. Tytuł profesora nadzwyczajnego uzyskał w 1971, zaś zwyczajnego w 1976 roku. Wykładał filozofię na Uniwersytecie Warszawskim (1952–1963), Uniwersytecie Wrocławskim (1963–1973, pełnił tu funkcję kierownika Katedry Historii Filozofii oraz założył Wrocławski Ośrodek Studiów nad Filozofią Włoskiego Odrodzenia) i Uniwersytecie Marii Curie Skłodowskiej w Lublinie (1973–1991, gdzie piastował stanowisko kierownika Zakładu Filozofii Kultury Międzyuczelnianego Instytutu Filozofii i Socjologii). W czasie czterdziestu lat wypromował 112 magistrów i 35 doktorów.
W ramach prac naukowych zajmował się przede wszystkim Lucilio Vaninim, któremu poświęcił kilka książek i liczne artykuły, a także osobie Giordano Bruno. W ramach tych badań utrzymywał żywe kontakty z włoskimi środowiskami naukowymi, publikował we włoskich pismach. Jego dorobek naukowy w tym zakresie został we Włoszech doceniony również symbolicznie, gdyż został uhonorowany za swój wkład w studia na renesansową myślą włoską medalami. W 1967 za zasługi dla kultury włoskiej dekretem Prezydenta Republiki Włoskiej został mianowany członkiem zwyczajnym zagranicznym Akademii Nauk Moralnych i Politycznych w Neapolu. Wyróżniony został również honorowym obywatelstwem miast Taurisano (1967) i Noli (1976).
Po transformacji związał się z wolnomularstwem. W 1994 został współzałożycielem czasopisma „Wolnomularz Polski“. W latach 1997–2001 — przez kolejne cztery kadencje — pełnił funkcję wielkiego mistrza Wielkiego Wschodu Polski. Pełnił funkcję wiceprezydenta Polskiej Grupy Narodowej Universala Framasona Ligo (Uniwersalnej Ligi Masońskiej). W 2007 został członkiem Komitetu Honorowego Polskiego Stowarzyszenia Racjonalistów.

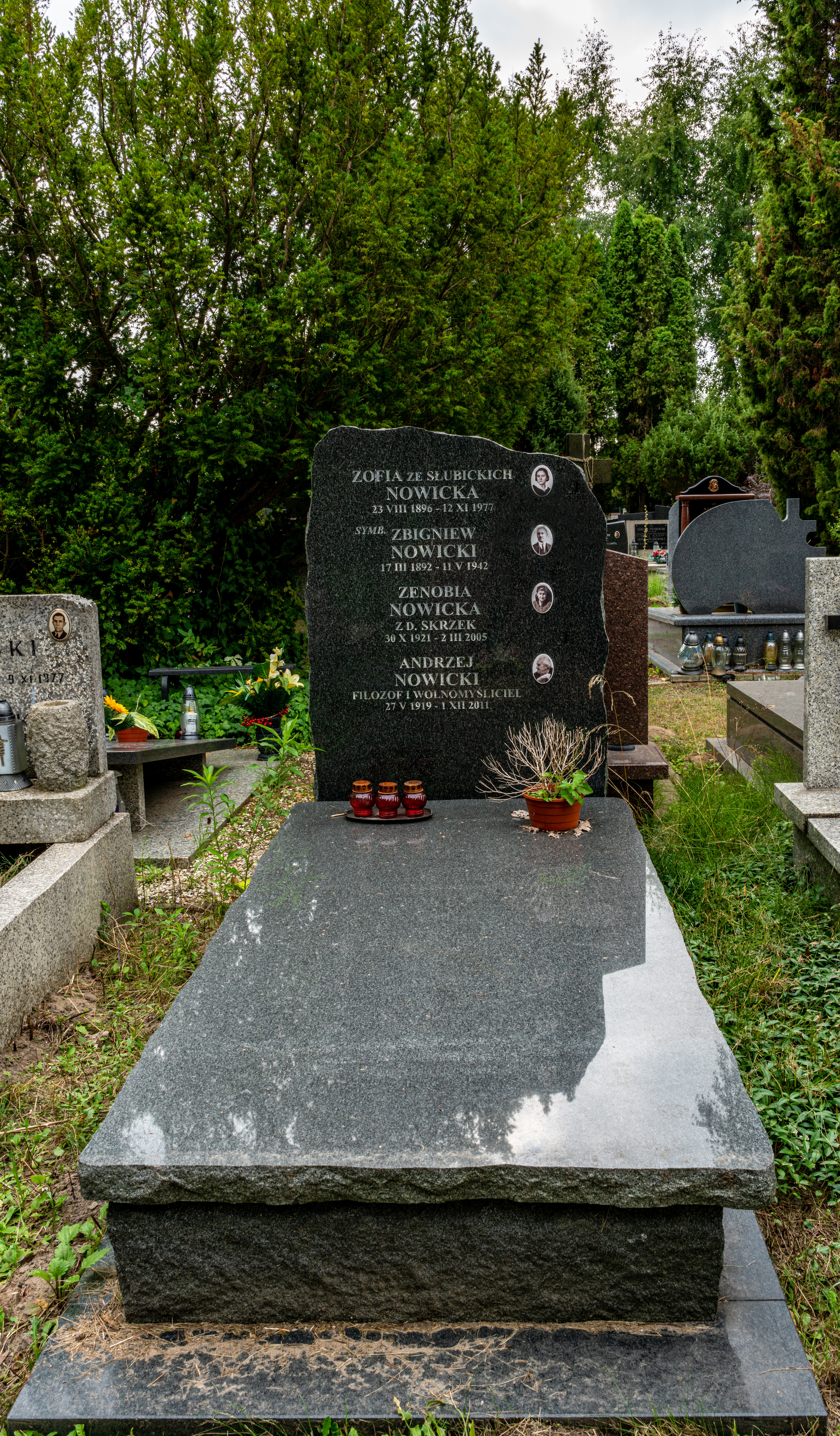
Grób Andrzeja Nowickiego na cmentarzu Komunalnym Północnym w Warszawie.

Jako ergantropista interesował się duchowymi osiągnięciami różnych kultur, w tym malarstwem, literaturą, był melomanem. Przebywając już na emeryturze, zainteresowany kulturą chińską, zaczął się samodzielnie uczyć języka chińskiego.
Jego prace obejmują ponad 1200 pozycji, w tym ok. 1000 w języku polskim, 142 po włosku, 58 w 10 innych językach. Jest autorem ok. 50 książek.
Od 26 grudnia 1942 był żonaty z Zenobią Natalią z domu Skrzek (1921–2005). Mieli troje dzieci: Przemysława Andrzeja (ur. 1944), Światosława Floriana (ur. 1947), byłego męża Wandy Nowickiej i Kingę Jawnutę Nowicką–Lohmann (ur. 1948).
Zmarł w Warszawie, pochowany na cmentarzu Komunalnym Północnym (kwatera W-XIII-4-9-14).

## Dorobek naukowy

### Wybrane książki
- Papieże przeciw Polsce. Doświadczenia dziesięciu stuleci naszych dziejów (Książka i Wiedza, 1949)
- Kopernik – człowiek Odrodzenia (Wiedza Powszechna, 1953)
- Podróż w świat średniowiecznych cudów (Wiedza Powszechna, 1954, 1956)
- Wykłady z historii filozofii i myśli społecznej Odrodzenia (PWN, 1956)
- Grzegorz z Sanoka, 1406–1477 (PWN, 1958)
- Starożytni o religii (Polskie Towarzystwo Religioznawcze, 1959)
- Centralne kategorie filozofii Giordana Bruna (PWN, 1962)
- Wypisy z historii krytyki religii (Książka i Wiedza, 1962)
- Wykłady o krytyce religii (Książka i Wiedza, 1963)
- Ateizm (Iskry, 1964)
- Wykłady o krytyce religii w Polsce (Książka i Wiedza, 1965)
- Filozofia włoskiego Odrodzenia (PWN, 1967)
- Centralne kategorie filozofii Vaniniego (PWN, 1970)
- Filozofia francuskiego Odrodzenia (PWN, 1973)
- Człowiek w świecie dzieł (PWN, 1974)
- Ostatnia noc Vaniniego (Katowice 1976)
- Współczesna filozofia włoska (PWN, 1977)
- Portrety filozofów w poezji, malarstwie i muzyce (Wydawnictwo Lubelskie, 1978)
- Giordano Bruno (Wiedza Powszechna, 1979)
- Lampa trzydziestu spotkań (Katowice 1980)
- Nauczyciele (Lublin 1981)
- Witwicki (Wiedza Powszechna, 1982)
- Uczeń Twardowskiego. Władysław Witwicki (Katowice 1983)
- Czas i człowiek (Nasza Księgarnia, 1983)
- Zarys dziejów krytyki religii. Starożytność (1986)
- Vanini (Wiedza Powszechna, 1987)
- Kazimierz Łyszczyński (TKKŚ, 1989)
- Spotkania w rzeczach (PWN, 1991)
- Filozofia masonerii u progu siódmego tysiąclecia (Gdynia, 1997)
- Atena Creanda (nieopublikowana, pisana w latach 2009–2010)[14]

## Ordery i odznaczenia
- Krzyż Kawalerski Orderu Odrodzenia Polski (1973)[2]
- Medal 30-lecia Polski Ludowej
- Medal 10-lecia Polski Ludowej (12 stycznia 1955)[16]
- Medal Komisji Edukacji Narodowej[2] (1988)
- Odznaka 1000-lecia Państwa Polskiego
- Odznaka tytułu honorowego „Zasłużony Nauczyciel PRL” (1977)
- Odznaka „Zasłużony dla Sanoka”
- Odznaka honorowa „Za Zasługi w Rozwoju Województwa Zielonogórskiego”
- Odznaka honorowa „Za Zasługi dla Lubelszczyzny”
- Odznaka honorowa „Nauka w Służbie Ludu”
- Złoty „Medal za Studia nad Vaninim” (1969)
- Medal T. Boya-Żeleńskiego
- Medal Grzegorza z Sanoka
- Oeuvre humanitaire et Mérite philantropique (Francja)
- Medal Akademii Nauk Moralnych i Politycznych w Neapolu (Włochy)[2]
- Medal Towarzystwa Historycznego w Cesercie (Włochy)